# Laertes Editorial
Laertes Editorial és una editorial independent creada l'any 1975. Publica tant en català com en castellà.

## Història
Fundada el 1975 per Eduard Suárez i Carme Miret ha publicat més de 1.000 títols, entre edicions en paper i ebooks, i ha estat distingida amb diversos guardons.
Consta de 22 col·leccions (18 en castellà i 4 en català) que abasten tota mena de matèries: guies de viatge, literatura, assaig, fantàstic, educació, pedagogia, literatura de viatges, còmic, turisme, política, història, filosofia, antropologia, música.
Laertes va ser la primera editorial que va publicar en català Stephen King, Richard Matheson, H.P. Lovecraft i Douglas Adams, entre d'altres, i a l'espanyol Lou-Andreas Salomé, Joyce Carol Oates i Jacques Rancière. A més, a Laertes també van publicar la seva primera obra Luis Antonio de Villena i Alberto Cardín, entre altres autors.

## Col·lecció «L'Arcà»[calcitació]
L'Arcà neix l'any 1983. És una de les col·leccions més respectades entre els seguidors i els experts de la literatura fantàstica. Entre els títols més destacats hi ha traduccions al català de clàssics com Conan Doyle, Edgar Allan Poe, Jules Verne o H.P. Lovecraft, així com diverses antologies, que han esdevingut èxits de vendes i llibres de referència escolar.
Al llarg d'aquests anys, la col·lecció ha comptat amb diversos directors: entre els anys 1983 i 1992, Alfred Sargatal i Eduard Suárez; entre 1992 i 2020, Eduard Suárez; i a partir de 2021 compaginen aquesta tasca Daniel Genís, Jordi Casals i Jacob Suárez.